# Jorge Iván Castro
Jorge Iván Castro (Bogotá, Colombia; 5 de enero de 1984) es un exfutbolista colombiano que jugaba de guardameta. Actualmente es asistente técnico de Alberto Gamero en el Deportivo Cali de la Categoría Primera A de Colombia.
Entre 2023 y 2025 fue el director técnico del plantel profesional del Tigres F. C. de la Categoría Primera B del mismo país.

## Clubes

### Como futbolista
| Club                    | País     | Año         |
| ----------------------- | -------- | ----------- |
| Academia F. C.          | Colombia | 2005 - 2007 |
| Real Santander          | Colombia | 2008        |
| Bogotá F.C.             | Colombia | 2008        |
| Centauros Villavicencio | Colombia | 2009        |
| Academia F. C.          | Colombia | 2010 - 2011 |
| Real Santander          | Colombia | 2012        |

### Como formador
| Club           | País     | Año       |
| -------------- | -------- | --------- |
| Águilas Bacatá | Colombia | 2016-2022 |

### Como asistente técnico
| Club           | País     | Año           | AT de:             |
| -------------- | -------- | ------------- | ------------------ |
| Tigres F. C.   | Colombia | 2020- 2022    | Óscar Morera       |
| Tigres F. C.   | Colombia | 2022-2023     | Jorge Andrés Rojas |
| Deportivo Cali | Colombia | 2025-presente | Alberto Gamero     |

### Como entrenador
| Club         | País     | Periodo              | Periodo            |
| Club         | País     | Desde                | Hasta              |
| ------------ | -------- | -------------------- | ------------------ |
| Tigres F. C. | Colombia | 16 de agosto de 2023 | 3 de julio de 2025 |

## Estadísticas como entrenador
| Tigres F. C. · Colombia | 2.ª                 | 2023                | 12 | 2  | 2  | 8  | - | - | - | - | - | - | - | - | - | - | - | - | 12 | 2  | 2  | 8  | 22,22% |
| Tigres F. C. · Colombia | 2.ª                 | 2024                | 38 | 16 | 9  | 13 | 6 | 3 | 1 | 2 | - | - | - | - | - | - | - | - | 44 | 19 | 10 | 15 | 50,76% |
| Tigres F. C. · Colombia | 2.ª                 | 2025                | 22 | 8  | 7  | 7  | - | - | - | - | - | - | - | - | - | - | - | - | 22 | 8  | 7  | 7  | 46,97% |
| Total club              | Total club          | Total club          | 72 | 26 | 18 | 28 | 6 | 3 | 1 | 2 | - | - | - | - | - | - | - | - | 78 | 29 | 19 | 30 | 45,30% |
| Total en su carrera     | Total en su carrera | Total en su carrera | 72 | 26 | 18 | 28 | 6 | 3 | 1 | 2 | 0 | 0 | 0 | 0 | 0 | 0 | 0 | 0 | 78 | 29 | 19 | 30 | 45,30% |
| 1. 2. 3.                |                     |                     |    |    |    |    |   |   |   |   |   |   |   |   |   |   |   |   |    |    |    |    |        |